# 단성역
단성역(Danseong station, 丹城驛)은 충청북도 단양군 단성면 북하리에 위치한 중앙선의 역이었다.
1985년 충주댐 건설로 선로를 이전하기 전 옛 단양역이 있던 위치에서 영업을 개시하였다. 죽령역에서부터 약 23퍼밀의 내리막이 연속되어서, 열차의 탈선에 대비하여 이 역의 죽령쪽 입구에 경사 60퍼밀의 피난선이 설치되어 있었으나 철거되었다. 역 구내의 경경선 전통기념비는 한국철도공사 선정 철도기념물로 지정되었다.

## 역명 유래
충주댐의 건설로 수몰되기 이전의 단양 시가지인 ‘구단양’에 위치하여 본래 구단양역이라고 하였으나, 소재지 지명이 단성면으로 바뀌면서 단성역으로 개명되었다. 이설 공사 당시에는 북하역(北下驛)이라는 이름으로 계획되어 있었다.

## 연혁
- 1985년 5월 1일 : 충주댐 건설로 인해 선로를 이설하며 옛 단양역 자리에서 구단양역(舊丹陽驛)으로 영업 개시[1]
- 1985년 6월 1일 : 무연탄취급역 지정[2]
- 1985년 7월 12일 : 역사 신축 준공
- 1993년 3월 1일 : 단성역(丹城驛)으로 역명 변경[3]
- 2004년 9월 1일 : 화물 취급 중지[4]
- 2007년 : 피난선 철거
- 2008년 1월 1일 : 여객 취급 중지
- 2008년 6월 10일 : 철도승차권 단말기 철거
- 2014년 1월 27일 : 무배치간이역으로 격하[5]
- 2020년 11월 12일 : 폐역 고시[6]
- 2020년 12월 13일 : 폐역[7]

## 사진

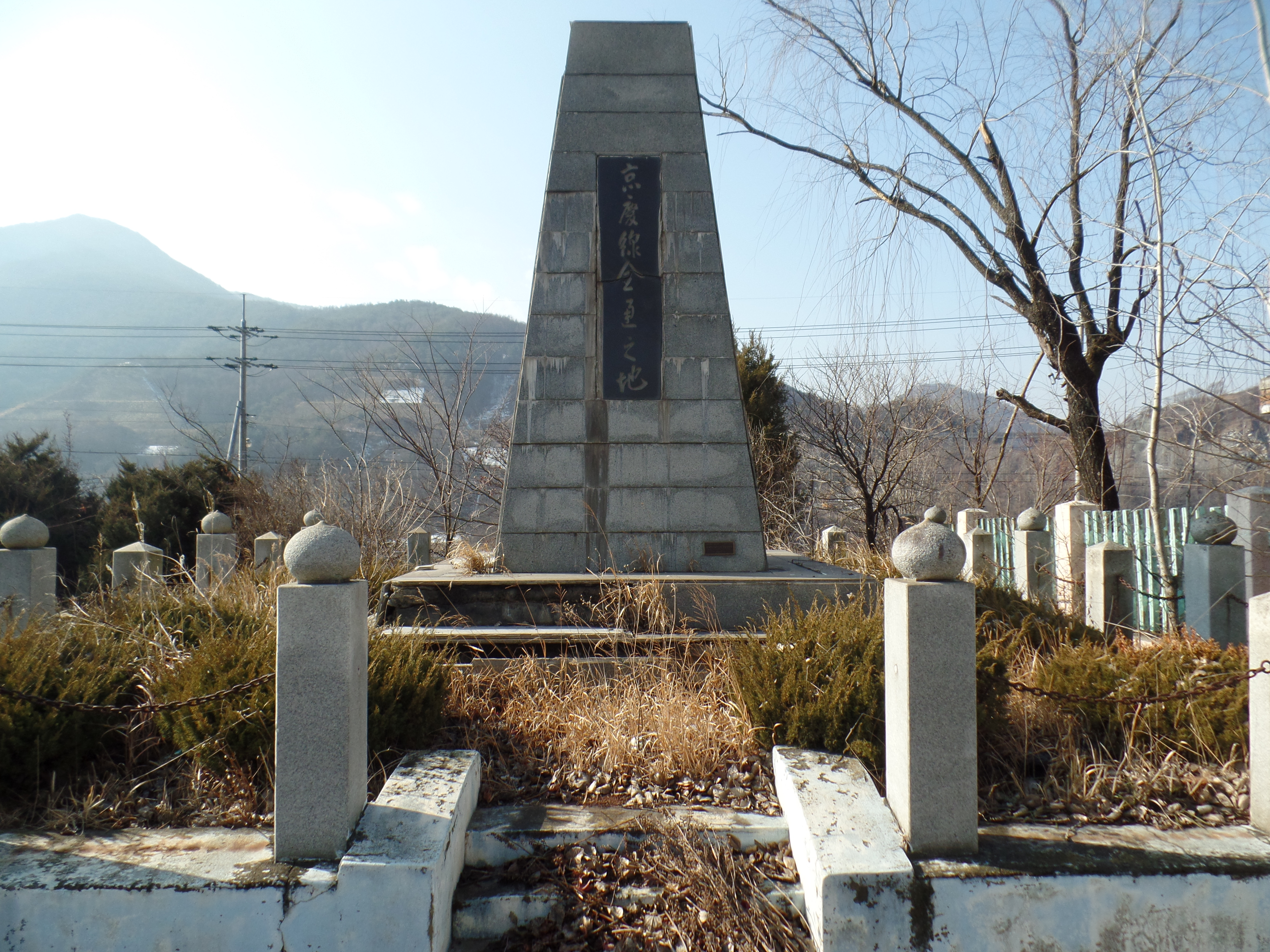
경경선 전통기념비
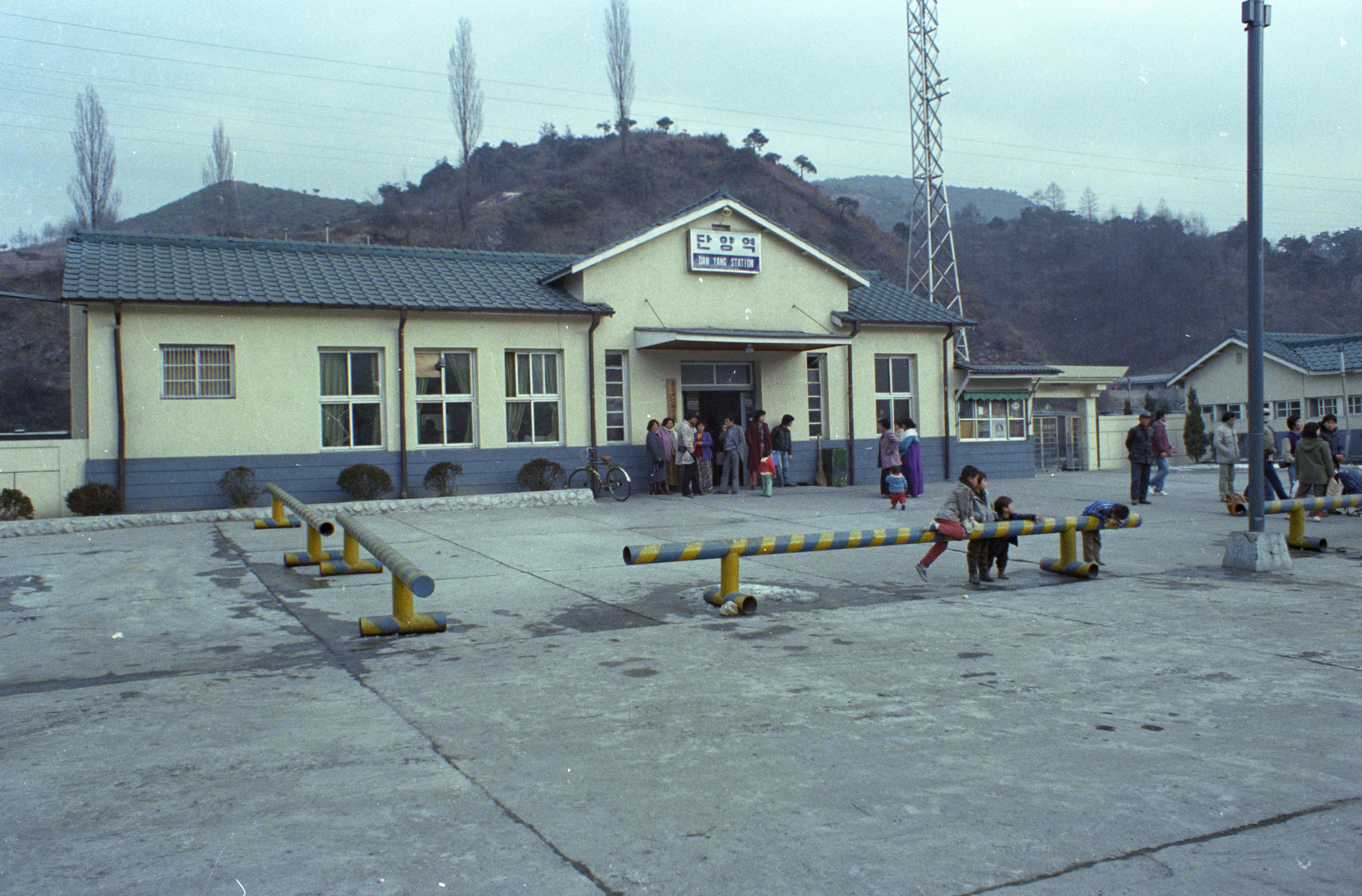
현재의 단성역이 있던 곳에였던 옛 단양역(1982년)
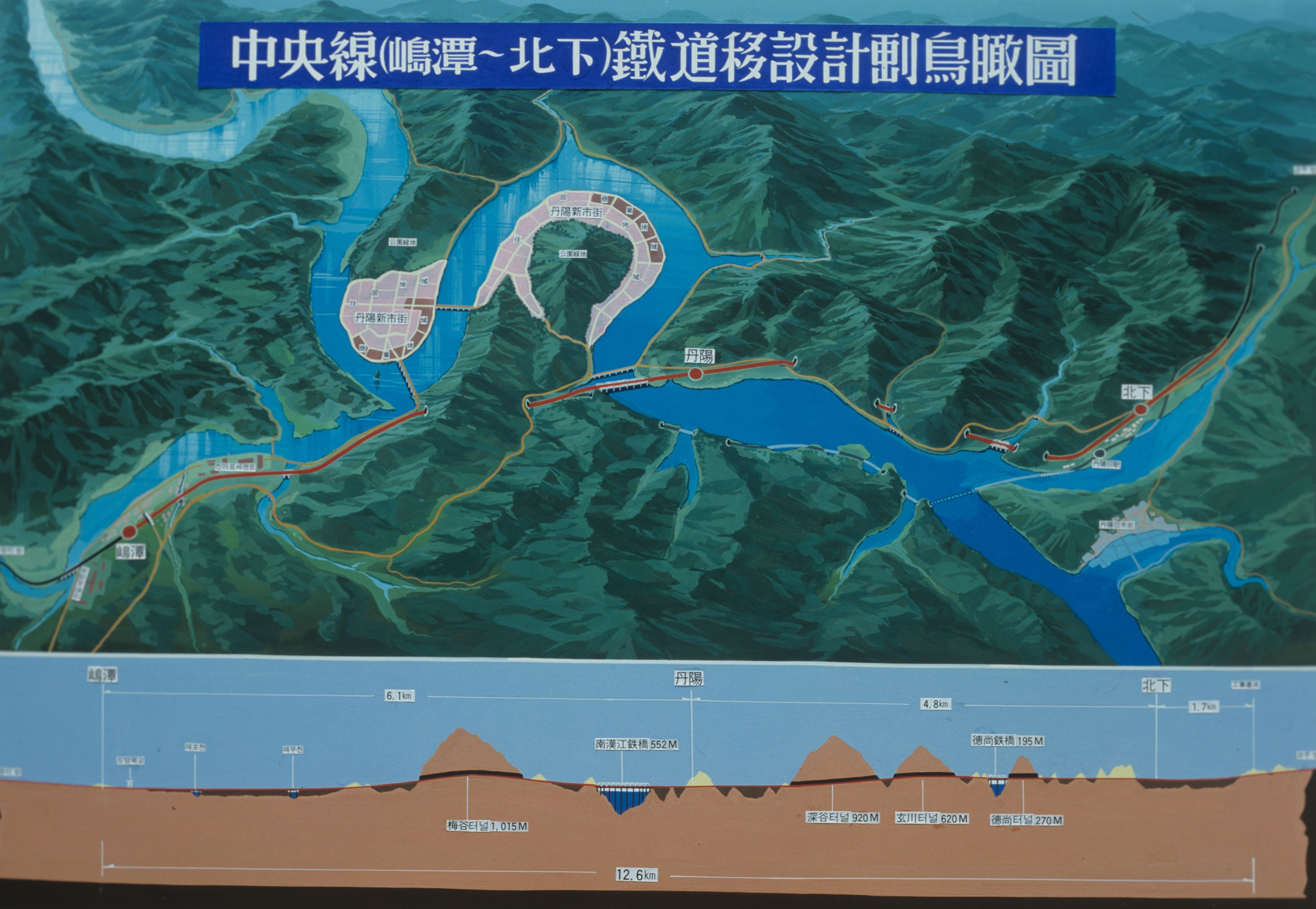
중앙선 단양구간의 수몰지구 이설 계획도. 당시 현재의 단성역은 북하역(北下驛)이라는 이름으로 계획되어 있었다.